# Adrian Rymel
Adrian Rymel (* 30. října 1975, Štramberk) je český plochodrážní jezdec. Několikanásobný mistr ČR dvojic. Svou kariéru začal v Kopřivnici. Během své kariéry jezdil za Olymp Praha a za anglický Berwick. V roce 2005 se umístil na 6. místě na Mistrovství světa družstev. V roce 2006 vybojoval český titul v jednotlivcích. Má na svém kontě i mnoho titulů z dvojic a družstev.